# Mondragón
Mondragón (in basco Arrasate; ufficialmente Arrasate/Mondragón) è una città basca di 22 000 abitanti fondata nel 1260 dal re di Castiglia Alfonso X il Saggio nello stesso posto che occupava la città di Arrasate.
Mondragon è sede del movimento cooperativo basco (Mondragon Corporacion Cooperativa) e uno dei maggiori centri industriali dei Paesi Baschi, così come la sede dell'Università di Mondragón.

## Amministrazione

### Gemellaggi
- Mondragone (CE)

## Altre informazioni
- Arrasate Zientzia Elkartea, su arrasatezientziaelkartea.blogspot.com.es.